# Élections à l'Assemblée régionale de Cantabrie de 1991
Les élections à l'Assemblée régionale de Cantabrie de 1991 (en espagnol : elecciones a la Asamblea Regional de Cantabria de 1991) se tiennent le dimanche 26 mai 1991, afin d'élire les 39 députés de la IIIe législature de l'Assemblée régionale de Cantabrie pour un mandat de quatre ans.

## Mode de scrutin
L'Assemblée régionale de Cantabrie (Asamblea Regional de Cantabria) est une assemblée parlementaire monocamérale constituée de 39 députés (diputados), élus pour une législature de quatre ans au suffrage universel direct selon les règles du scrutin proportionnel d'Hondt par l'ensemble des personnes résidant dans la communauté autonome où résidant momentanément à l'extérieur de celle-ci, si elles en font la demande.

### Convocation du scrutin
Conformément à l'article 10 du statut d'autonomie de la Cantabrie, l'Assemblée régionale est élue pour un mandat de quatre ans, le quatrième dimanche du mois de mai. L'article 18 de la loi électorale cantabrique du 27 mars 1987 précise que les élections sont convoquées par le président de la Députation régionale de Cantabrie au moyen d'un décret, publié entre le 53e et le 59e jour qui précède le quatrième dimanche du mois de mai,.

### Nombre de députés
Puisque l'article 10 du statut d'autonomie prévoit que le nombre de députés « sera fixé entre 35 et 45 », l'article 17 de la loi électorale dispose que le nombre de parlementaires est fixé à 39. L'article 10 précise que le territoire de la communauté autonome forme une circonscription électorale unique.

### Présentation des candidatures
Peuvent présenter des candidatures, : 
- les partis ou fédérations politiques enregistrées auprès du registre des associations politiques du ministère de l'Intérieur ;
- les coalitions électorales de ces mêmes partis ou fédérations dûment constituées et inscrites auprès de la commission électorale au plus tard 15 jours après la convocation du scrutin ;
- et les électeurs de la circonscription, s'ils représentent au moins 1 % des inscrits.

### Répartition des sièges
Seules les listes ayant recueilli au moins 5 % des suffrages valides — qui correspondent au total des suffrages exprimés et des votes blancs — peuvent participer à la répartition des sièges à pourvoir, qui s'organise en suivant différentes étapes : 
- les listes sont classées en une colonne par ordre décroissant du nombre de suffrages obtenus ;
- les suffrages de chaque liste sont divisés par 1, 2, 3... jusqu'au nombre de députés à élire afin de former un tableau ;
- les mandats sont attribués selon l'ordre décroissant des quotients ainsi obtenus[4],[7],[8].

Lorsque deux listes obtiennent un même quotient, le siège est attribué à celle qui a le plus grand nombre total de voix ; lorsque deux candidatures ont exactement le même nombre total de voix, l'égalité est résolue par tirage au sort et les suivantes de manière alternative.

## Campagne

### Principales forces politiques
| Force politique | Force politique                                                                | Force politique | Idéologie                                                          | Chef de file                                           | Résultats en 1987          |
| --------------- | ------------------------------------------------------------------------------ | --------------- | ------------------------------------------------------------------ | ------------------------------------------------------ | -------------------------- |
|                 | Parti populaire (es) Partido Popular                                           | PP              | Centre droit à droite Libéral-conservatisme, démocratie chrétienne | José Luis Vallines (es) Conseiller aux Travaux publics | 44,0 % des voix 19 députés |
|                 | Parti socialiste ouvrier espagnol (es) Partido Socialista Obrero Español       | PSOE            | Centre gauche Social-démocratie, progressisme, régionalisme        | Jaime Blanco (Président de la Députation régionale)    | 29,6 % des voix 13 députés |
|                 | Parti régionaliste de Cantabrie (es) Partido Regionalista de Cantabria         | PRC             | Centre à centre gauche Régionalisme, progressisme                  | Miguel Ángel Revilla                                   | 12,9 % des voix 5 députés  |
|                 | Centre démocratique et social (es) Centro Democrático y Social                 | CDS             | Centre Libéralisme, social-libéralisme, démocratie chrétienne      | Manuel Garrido Martínez (es)                           | 6,6 % des voix 2 députés   |
|                 | Gauche unie (es) Izquierda Unida                                               | IU              | Gauche radicale Écosocialisme, communisme, républicanisme          | Ángel Agudo (es)                                       | 3,6 % des voix 0 député    |
|                 | Union pour le progrès de la Cantabrie (es) Unión para el Progreso de Cantabria | UPCA            | Centre droit Régionalisme, libéral-conservatisme                   | Juan Hormaechea                                        | Non existant               |

## Résultat

### Voix et sièges
| Représentation en hémicycle sur un axe gauche-droite du résultat. |                                                   |         |        |      |        |               |
| Partis                                                            | Partis                                            | Voix    | %      | +/-  | Sièges | +/-           |
|                                                                   | Parti socialiste ouvrier espagnol (PSOE)          | 102 958 | 34,80  | 5,23 | 16     | 3             |
|                                                                   | Union pour le progrès de la Cantabrie (es) (UPCA) | 99 194  | 33,53  | Nv.  | 15     | 15            |
|                                                                   | Parti populaire (PP)                              | 42 714  | 14,44  | 29,6 | 6      | 13            |
|                                                                   | Parti régionaliste de Cantabrie (PRC)             | 18 789  | 6,35   | 6,51 | 2      | 3             |
|                                                                   | Gauche unie (IU)                                  | 13 023  | 4,40   | 0,79 | 0      | en stagnation |
|                                                                   | Centre démocratique et social (CDS)               | 7 926   | 2,68   | 3,89 | 0      | 2             |
|                                                                   | Les Verts (LV)                                    | 2 045   | 0,69   | Nv.  | 0      | en stagnation |
|                                                                   | Groupe des habitants de Cantabrie (AVC)           | 1 445   | 0,49   | Nv.  | 0      | en stagnation |
|                                                                   | Liste écologiste-humaniste (LEH)                  | 1 184   | 0,40   | Nv.  | 0      | en stagnation |
|                                                                   | Parti communiste des peuples d'Espagne (PCPE)     | 896     | 0,30   | Nv.  | 0      | en stagnation |
|                                                                   | Parti nationaliste de Cantabrie (PNC)             | 623     | 0,21   | Nv.  | 0      | en stagnation |
|                                                                   | Blanc                                             | 5 009   | 1,69   | 0,57 |        |               |
|                                                                   |                                                   |         |        |      |        |               |
| Votes valides                                                     | Votes valides                                     | 295 806 | 99,15  |      |        |               |
| Votes nuls                                                        | Votes nuls                                        | 2 542   | 0,85   |      |        |               |
| Total                                                             | Total                                             | 298 348 | 100,00 | –    | 39     | en stagnation |
| Abstentions                                                       | Abstentions                                       | 114 058 | 27,66  |      |        |               |
| Inscrits / Participation                                          | Inscrits / Participation                          | 412 406 | 72,34  |      |        |               |